# Anys de prosperitat
Anys de prosperitat és una obra de ciència-ficció escrita per Chan Koonchung i publicada a Hong Kong el 2009. Ha estat definida com una distopia.
La versió original és en xinès, que va haver de publicar-se a Hong Kong però fou ben aviat traduïda a l'anglès (any 2009 : "The Fat Years"). Existeix una versió catalana realitzada per Edicions La Campana el 2011.

## Argument
L'acció transcorre l'any 2013, quan pràcticament tothom ha oblidat el que ha passat durant pràcticament un mes. Només uns pocs s'han adonat. Lao Chen. un periodista i novel·lista, es retroba amb uns amics i parlen de la felicitat dels seus compatriotes i d'un oblit relacionat amb l'inici de la greu crisi econòmica mundial al món occidental i el naixement de la Xina del segle xxi com a gran potència que tindrà la supremacia.